# Jonathan Wild

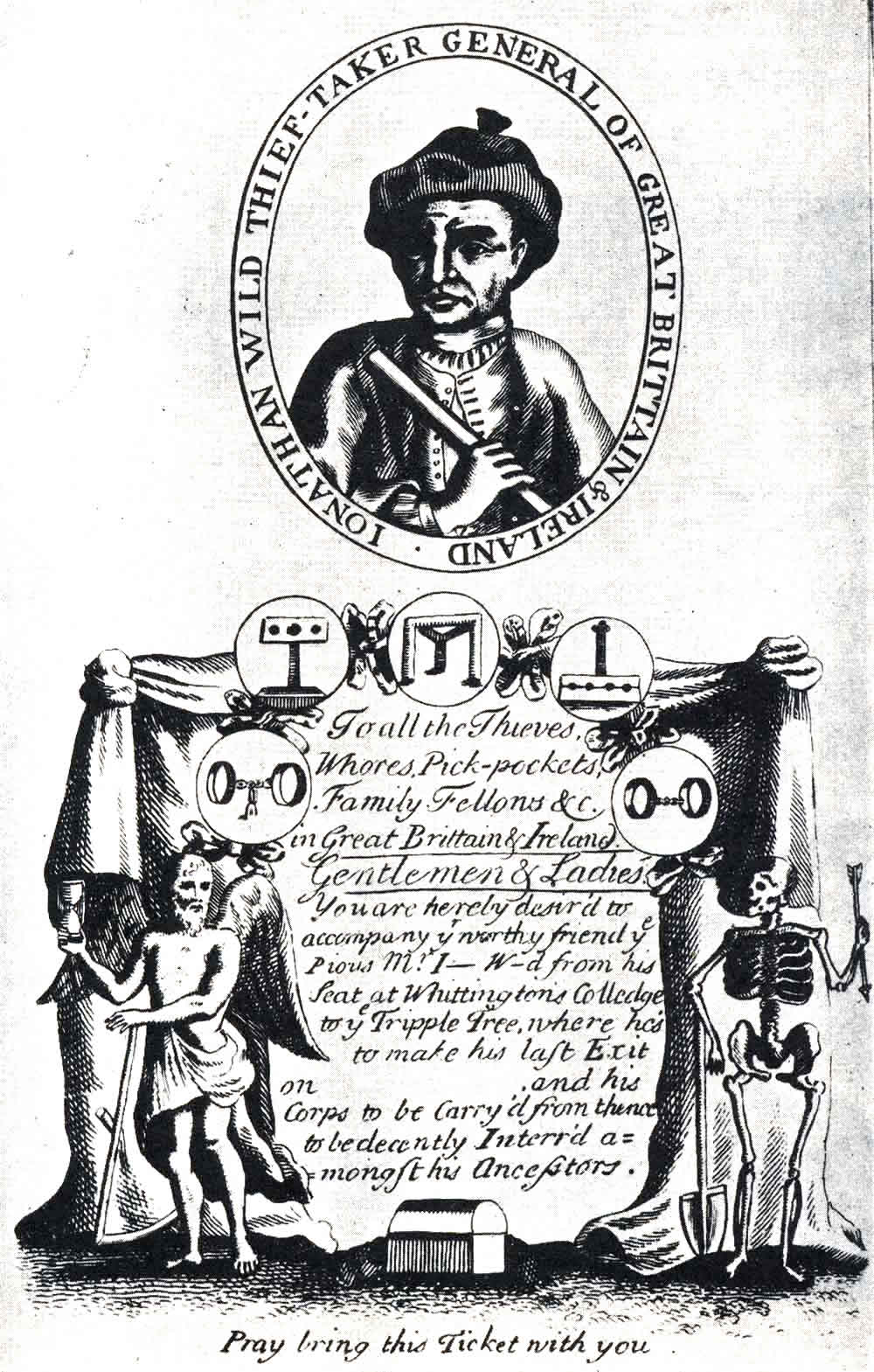
Jonathan Wild

Jonathan Wild (c. 1683 – 24 de mayo de 1725) fue quizás el más famoso criminal de Londres, y posiblemente de Gran Bretaña, en el siglo XVIII, tanto por sus propias acciones como por la fama que le dieron novelistas, dramaturgos y satíricos políticos. 
Inventó un sistema que le permitió dirigir una de las bandas criminales más exitosas de su época, que consistía en aparecer frente a la opinión pública como uno de los policías más eficaces del país. Manipuló a la prensa y usó los temores de la población para convertirse en una de las figuras públicas más respetadas de la década de 1720; pero esta admiración se convirtió en aborrecimiento cuando se descubrió su falsedad. Tras su muerte, se convirtió en un símbolo de la corrupción policial y la hipocresía.

## Vida de Jonathan Wild

### Juventud y prisión
Aunque la fecha exacta de su nacimiento se desconoce, se sabe que nació en Wolverhampton en 1682 o 1683, siendo el mayor de los cinco hijos de una familia pobre. Fue bautizado en la iglesia colegiada de San Pedro de su localidad natal. Su padre, John Wild, era carpintero, y su madre vendía hierbas y fruta en el mercado local. En aquella época, Wolverhampton era la segunda ciudad más importante de Staffordshire, con una población aproximada de 6.000 habitantes, cuya economía se centraba en la herrería y derivados.
Wild asistió a la escuela libre de St. John Lane, y estuvo de aprendiz en el taller de un fabricante de hebillas. Se casó y tuvo un hijo, y hacia 1704 encontró trabajo como sirviente doméstico en Londres. Tras ser despedido por su patrón, regresó a Wolverhampton, donde permaneció hasta que volvió a Londres en 1708. Londres tenía entonces una población de 600.000 almas, de los cuales 70.000 vivían en el casco histórico.
Se sabe poco de los primeros dos años de Wild en esta segunda etapa londinense, pero en marzo de 1710 ya fue arrestado por deudas y enviado a Wood Street Counter, una de las prisiones para morosos de la ciudad. La corrupción reinante en esta prisión era tal que los carceleros solían exigir propinas a cambio de cualquier comodidad. De algún modo Wild se volvió popular entre la población reclusa, y logró no solo costearse el alojamiento y saldar sus deudas, sino establecer un primitivo sistema de préstamos entre los prisioneros. Tras una temporada, obtuvo la "libertad de puerta", que le concedía el derecho a salir por las noches y participar en la captura de ladrones. Conoció a Mary Milliner (también llamada Marie Moolineaux), una prostituta que instruyó a Wild en técnicas delictivas. Según Daniel Defoe, ella le "sumó a su banda que, ya fuera de prostitutas, de ladrones, o de ambos, no era gran cosa". En aquel ambiente trabó relación con toda la variedad del submundo del crimen de Londres. Tras esta experiencia, Wild recibió la libertad en 1712 gracias a un acta del Parlamento que había sido emitida ese año para aliviar a los acreedores insolventes.
Antes de su liberación, Wild ya convivía con Mary Milliner en su domicilio de Lewkenor Land (actualmente, Macklin Street), en el barrio de Covent Garden, a pesar de que los dos ya habían contraído matrimonios anteriores. Al parecer, Wild actuaba como el matón de Mary durante los paseos nocturnos de ésta. En esta temporada se fue familiarizando con el bajo mundo del crimen organizado de Londres, sus métodos y sus protagonistas. Como quiera que Mary había adquirido el estatus de madame de otras damas de la noche, Wild empezó a trabajar como "fence", es decir guardando temporalmente mercancía robada. Wild fue utilizando ese material para pagar los sobornos que le permitirían hacerse su propia banda.
Más adelante, Wild se separó de Milliner -después de marcarle la oreja como prostituta.

## Carrera pública
El crimen había sufrido un aumento espectacular en Londres desde 1680, y el crimen contra la propiedad florecía tan rápidamente como la ciudad. En 1712 Charles Hitchen, compañero de andanzas de Wild y su futuro rival como ladrón, afirmó conocer en Londres "a más de 2.000 personas que vivían exclusivamente del robo". En 1711 Hitchen había encontrado un empleo en la policía, convirtiéndose en Comisario de policía gracias a un soborno de 700 libras. Abusó de su cargo practicando chantajes de dimensiones descomunales, tanto a criminales como a sus potenciales víctimas. Hitchen aceptaba sobornos para liberar a presos comunes, practicaba arrestos selectivos y cobraba impuestos "de protección" de muchos lupanares de la ciudad. Su negocio se vino abajo cuando el Consejo de Londres decidió investigar el escandaloso crecimiento del crimen en la ciudad, y tras oír su testimonio decidieron retirarle del cargo tras dos años de corrupción desenfrenada.
En ese momento Hitchen se dirigió a Wild para proponerle unirse a una escuadrilla "policial" dedicada a la captura de criminales menores, una actividad muy lucrativa dada la recompensa de 40 libras concedida por cada detenido. Wild ya había conocido a algunos de los socios de Hitchen -conocidos como "los Matemáticos"- durante su estancia en la cárcel de Wood Street; y al menos uno de ellos, William Field, se uniría más adelante a su banda.
La aparición de diarios desató un fuerte interés por las actividades criminales. Según se informaba de sonados delitos y astutos trucos criminales, se fue despertando la curiosidad pública hacia los delitos contra la propiedad y las acciones policiales. En aquella época no existía en Londres ningún cuerpo policial organizado, y la inquietud ante los robos creció alarmantemente. Sin embargo, las hazañas de pintorescos criminales como Jack Sheppard o la aristocrática banda de los Mohocks y su lucha contra valientes policías se convirtieron en el centro de la atención general. Mientras tanto, la población de Londres se había duplicado, y seguían sin desarrollarse sistemas eficaces contra el crimen. Londres era un lugar ideal no solo para el robo, sino hasta para el crimen organizado.
El final de la Guerra de Sucesión Española solo empeoró la situación en las calles de Londres, que se llenaron con miles de soldados desmovilizados, ahora sin empleo. En 1714 Hitchen volvió a asumir la jefatura suprema de policía de Londres, aunque Wild continuó su trabajo por su cuenta, abriendo incluso una pequeña oficina en la taberna del "Blue Bloar", dirigida por la señora Seagoe en el barrio de Little Old Bailey. Wild siguió considerándose el "inspector" de Hitchen -pese a que el cargo carecía de ningún valor oficial- y comenzó a lucir una espada como símbolo de su autoridad, así como de su supuesta nobleza.

### El "General Cazador de Ladrones"
El método de Wild para amasar una fortuna mientras que parecía respetar la ley era ingenioso. Dirigía una banda de ladrones, conservaba los géneros robados, dejaba que el crimen se descubriera a través de los periódicos. Entonces diría que sus "agentes" habían "encontrado" la mercancía robada, y se la devolvería a sus propietarios a cambio de una recompensa (para costear a sus agentes). En algunos casos, si la mercancía robada o las circunstancias le permitían un chantaje, no dejaba que el robo se anunciara. Al tiempo que "recobraba" efectos robados, ofrecía a la policía ayuda para encontrar a los ladrones. Los ladrones que él ayudaba a "descubrir", sin embargo, eran miembros de bandas rivales o de su propia banda que rehusaban cooperar con él llevándose la mayor parte del dinero. Ejerció un auténtico monopolio sobre el crimen en Londres. Tenía archivos de todos los ladrones que empleaba, y cuando ya habían dado de sí todo lo posible, los vendía por una recompensa de 40 libras. En público, presentaba una cara heroica: era el hombre que recuperaba los géneros robados, quien atrapaba a los criminales. 
La habilidad de Wild consistía en saber mantener a su banda unida apoyándose en el miedo al robo de la opinión pública. Sin embargo, la venta de objetos robados se fue volviendo más peligrosa hacia 1710. Los rateros más modestos se dieron cuenta del gran peligro que corrían al esconder material robado. Wild supo ganarse su confianza y explotarles al mismo tiempo, manteniendo su banda de ladrones a pleno rendimiento -recurriendo a carteristas o al robo en casas- y recuperando "milagrosamente" parte de la mercancía robada. Nunca se molestó en venderla, ni en hacerla pasar por legal: sostenía que su recuperación se debía a su infatigable trabajo policial y al mismo tiempo se ganaba la confianza de los delincuentes. La severa multa que castigaba la venta de material robado le permitía tener un control eficaz sobre su banda, puesto que podía utilizar la ley como amenaza contra sus socios en cualquier ocasión. Los ladrones de Wild no solo le vendían las mercancías a cambio de un porcentaje de su valor, sino que colaboraban activamente en la detención de ladrones de bandas rivales. 
De cualquier modo, Jonathan Wild no había inventado nada nuevo. Charles Hitchen siempre había usado su posición como responsable de la policía para extorsionar. Ejercía un control férreo sobre prostíbulos y carteristas, y con el dinero así obtenido garantizaba el pago de los sobornos necesarios para mantener el cargo. De hecho, cuando en 1712 había perdido el puesto le pidió a Wild que mantuviese el sistema de chantajes en funcionamiento. Dos años más tarde, habiendo recuperado su antigua posición, descubrió que Wild se había convertido en un rival, al utilizar su banda para detener a miembros de la de Hitchen. En 1718, Hitchen intentó delatar a Wild con su "Auténtico descubrimiento de la conducta de los policías de la ciudad de Londres", en el que nombraba a Wild como uno de los cabecillas del crimen organizado que azotaba la ciudad. Wild contestó con "Una respuesta a un reciente libelo insolente", en el que acusaba a Hitchen de ser un homosexual -entonces considerado delito- que acudía regularmente a prostíbulos. Hitchen contraatacó con un panfleto titulado "El regulador" en el que caracterizaba a Wild, pero su historial de sanciones, suspensiones del cargo, y la sorprendente acusación de homosexualidad le hicieron inofensivo para Wild. 

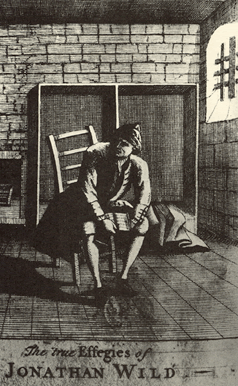
Jonathan Wild en la prisión de Newgate, con su libro de contabilidad sobre las rodillas.

Wild había logrado el monopolio del crimen en Londres. Proliferaron las leyendas sobre la dirección de su "imperio". Una de ellas decía que Wild tenía un historial completo de cada criminal de la ciudad, y que en cuanto alguno dejaba de serle útil lo vendía a las autoridades por 40 libras. Este sistema inspiró una leyenda urbana sobre el origen de la expresión inglesa double cross, utilizada para designar la traición a un cómplice. Se decía que cuando un ladrón ofendía a Wild de algún modo, tachaba el nombre de su lista con una cruz; la segunda cruz significaba su entrega a la Corona para su ejecución. Esta leyenda se ha probado falsa por el hecho de que el uso de la expresión "double cross" no está documentado en la lengua inglesa hasta 1834. 
En 1718, Wild se autonombró el "General Cazador de Ladrones de Gran Bretaña e Irlanda". Gracias a su testimonio, más de 60 ladrones fueron enviados a la horca. Sus "hallazgos" de material robado permanecían en secreto, aunque sus esfuerzos por detener el crimen estaban a la vista de todos. La oficina de la taberna Blue Boar era el ajetreado corazón del crimen en Londres, siempre abarrotada de víctimas de hurtos que acudían a presentar denuncia, y que se encontraban al llegar, sus propiedades "milagrosamente" encontradas por la policía de Wild. Él mismo se ofrecía a detener personalmente a los responsables del robo, a cambio de una módica suma. Sin embargo, aunque la ficción lo retratase como un traidor, no está documentado que Wild se volviese jamás contra ninguno de los suyos a cambio de una paga. 
En 1720, la fama de Wild era tal que el Consejo de la ciudad contactó con él para asesorase sobre métodos de prevención del crimen. Lógicamente, Wild aseveró que el mejor sistema era incrementar la cuantía de las recompensas ofrecidas por los criminales. En consecuencia, las recompensas aumentaron de 40 a 140 libras por detenido durante ese año. Estos beneficios redundaron en una creciente fortuna que le permitió codearse con alta sociedad. Existen indicios de que Wild era apoyado, o al menos ignorado, por el partido Whig de Londres, mientras que en su oposición solo se contaban los políticos de orientación Tory. En 1718, uno de estos grupos logró promover una ley que endurecía las penas por recibir mercancía robada, desarrollada con la intención de debilitar a Wild. Paradójicamente, esta medida le dio más poder aún, ya que le convertía en el único depositario seguro. 
El "combate" de Wild contra el crimen le dio una propaganda excelente. Wild solía dirigir a los periódicos informes de sus actividades, que la prensa publicaba para sus preocupados lectores. Así, en agosto de 1724, los diarios anunciaban los heroicos esfuerzos de Wild que habían conducido a la detención de 21 miembros de la Banda de Carrick, que le había reportado una suma de 800 libras (equivalentes a 25.000 libras actuales). Cuando uno de estos miembros fue liberado, Wild ordenó su detención inmediata para "proseguir sus pesquisas". Para la mirada pública, esta conducta era una inflexible persecución del delito. En realidad, era una táctica de guerra de bandas encubierta como un servicio público.
La estrategia de Wild incluía el uso de sofisticados trucos. David Nokes, refiere (citando a Howson) el siguiente anuncio publicado en el Daily Post en 1724:

"Perdido, el 1 de octubre, un libro de bolsillo negro, encuadernado 
en plata, con algunas anotaciones manuscritas. El susodicho libro se perdió  
en Strand, cerca de la Fountain Tavern, entre las siete y las ocho de la noche. Si
alguna persona pudiera informar sobre su paradedo al señor Jonathan Wild, 

en Old Bailey, recibirá una recompensa de una guinea."

El anuncio es un chantaje. Las "notas a mano" (contratos de préstamos) son firmas, que indicaban que Wild conocía al propietario del libro. Además, Wild indica en el anuncio que sabe lo que estaba haciendo su propietario en ese momento, pues la Fountain Tavern era un prostíbulo. El auténtico propósito del anuncio es amenazar al dueño del libro con informar de su visita al burdel, y a los deudores con publicidad, informando del precio a pagar por su silencio: Una guinea, exactamente una libra y un chelín.

### La lucha contra Jack Sheppard y la decadencia
Hacia 1724, la opinión pública inglesa miraba con desconfianza a sus figuras políticas. El estallido en 1720 de la Burbuja de los mares del Sur había sembrado la duda en la conciencia pública. Las figuras de autoridad comenzaban a ser vistas con escepticismo.
A finales de abril de 1724, el ladrón de casas más conocido de su época, Jack Sheppard, fue atrapado por uno de los hombres de Wild, James "Infierno y Furia" Sykes, a raíz de un intento de robo cometido por Sheppard en el mercado Clare el 5 de febrero. Sheppard había trabajado con Wild en el pasado, aunque su relación empresarial se había interrumpido. Consecuentemente, como en otras muchas ocasiones, el interés de Wild en destruir a Sheppard tenía un cariz personal.
Sheppard fue encerrado en St. Gile's Roundhouse, pero escapó a las tres horas. El 19 de mayo Wild volvió a detener a Sheppard por carterismo, y esta vez le envió a St. Ann Roundhouse en el Soho londinense, donde fue visitado por Elizabeth "Edgworth Bess" Lyon al día siguiente. Ella había estado en prisión con él, y como marido y mujer fueron enviados a la New Prison de Clerkewell. Se evadieron juntos el 25 de mayo. En julio, Field informó a Wild sobre el paradero de Sheppard. Wild acudió a Lyon el 22 de ese mes y después de una copas le convenció para que tracionase a Sheppard.
Al día siguiente, Wild envió a otro de sus hombres, Quilt Arnold, y detuvo a Sheppard por tercera vez. A la espera de juicio, el prisionero fue enviado a la prisión de Newgate. El 13 de agosto fue acusado de tres delitos de robo, aunque eximido de los dos primeros por falta de pruebas. Wild, apoyado por Field y William Kneebone -el antiguo patrón de Sheppard- lograron indicios que probaban la acusación del tercer delito, cometido en casa de Kneebone el 12 de julio. Sheppard fue condenado a muerte y enviado a Newgate de nuevo, esta vez a la espera de su ejecución.
La noche de 31 de julio -en que iba a ejecutarse la sentencia- Sheppard escapó de nuevo. En aquel momento Sheppard se convirtió en un héroe para la clase trabajadora -una consideración que debía al hecho de ser guapo, pacífico, estar enamorado y ser un cockney- sobre todo por la pintoresca persecución de que los agentes de Wild le hacían objeto. El 9 de septiembre, Sheppard volvió a escaparse de los hombres de Wild, pero fue detenido de nuevo por una banda policial de Newgate mientras se ocultaba en Finchley Common, y encerrado en la celda más segura de la prisión. Además, Wild le cargó de grilletes y le encadenó al suelo.
El 9 de octubre Wild y su banda capturaron a otro conocido criminal, Joseph "Blueskin" Blake, un bandolero que había trabajado con Sheppard anteriormente. El 15 de ese mes fue acusado de participar en el robo del 12 de julio por el que habían procesado a Sheppard, y Wild, Field y sus hombres presentaron de nuevo las pruebas del delito. Su relato no coincidía con el que habían dado durante el primer juicio, pero "Blueskin" fue igualmente juzgado culpable y condenado a muerte. Después de su juicio, "Blueskin" solicitó se cambiase su pena de muerte por la de deportación, pensando que su vieja asociación con Wild podía valerle la compasión de Wild. Este se negó, provocando que "Blueskin" tuviese un acceso de rabia en el cual intentó degollar a Wild, causando gran conmoción por la caída de Wild y su traslado a un cirujano.
Aprovechando el caos reinante en la prisión de Newgate, Sheppard logró escaparse de nuevo en la madrugada del 16 de octubre, rompiendo las cadenas, los candados y seis puertas de barrotes de hierro. Esta fuga causó tal asombro que el mismo Daniel Defoe, por entonces periodista, escribió una crónica sobre el suceso. La mañana del 1 de noviembre, Sheppard fue detenido por un agente de policía por quinta y última vez. En esta ocasión Sheppard fue encerrado en el centro de Newgate, donde podía ser observado a cualquier hora del día, y cargado con 300 libras de pesas de hierro (más de 135 kilos). Era tan famoso que los carceleros cobraban la entrada a personajes de alta sociedad, y James Thornhill le dibujó un retrato (incluido en esta página).
El 11 de noviembre de 1724 ahorcaron a "Blueskin". Cinco días después, Sheppard fue igualmente ejecutado en Tyburn, Londres. Wild no pudo asistir a la ejecución por estar convaleciendo aún del corte sufrido en el cuello.
Pese a la muerte de Sheppard, la prensa le había convertido en un héroe tanto como a Wild en un despreciable verdugo. Cuando para facilitar la fuga de uno de sus hombres Wild recurrió a la violencia, se vio obligado a huir y esconderse durante algunas semanas, pasadas las cuales, y pensando que el asunto se habría olvidado, volvió tranquilamente a ocupar su puesto. El 6 de febrero de 1725 se presentó en Leicester House para recuperar un reloj de oro que uno de sus socios había perdido, y con el que estaba en deuda a raíz de la fuga de la cárcel y el incidente con "Blueskin" en Old Bailey.

## Arresto, juicio y ejecución

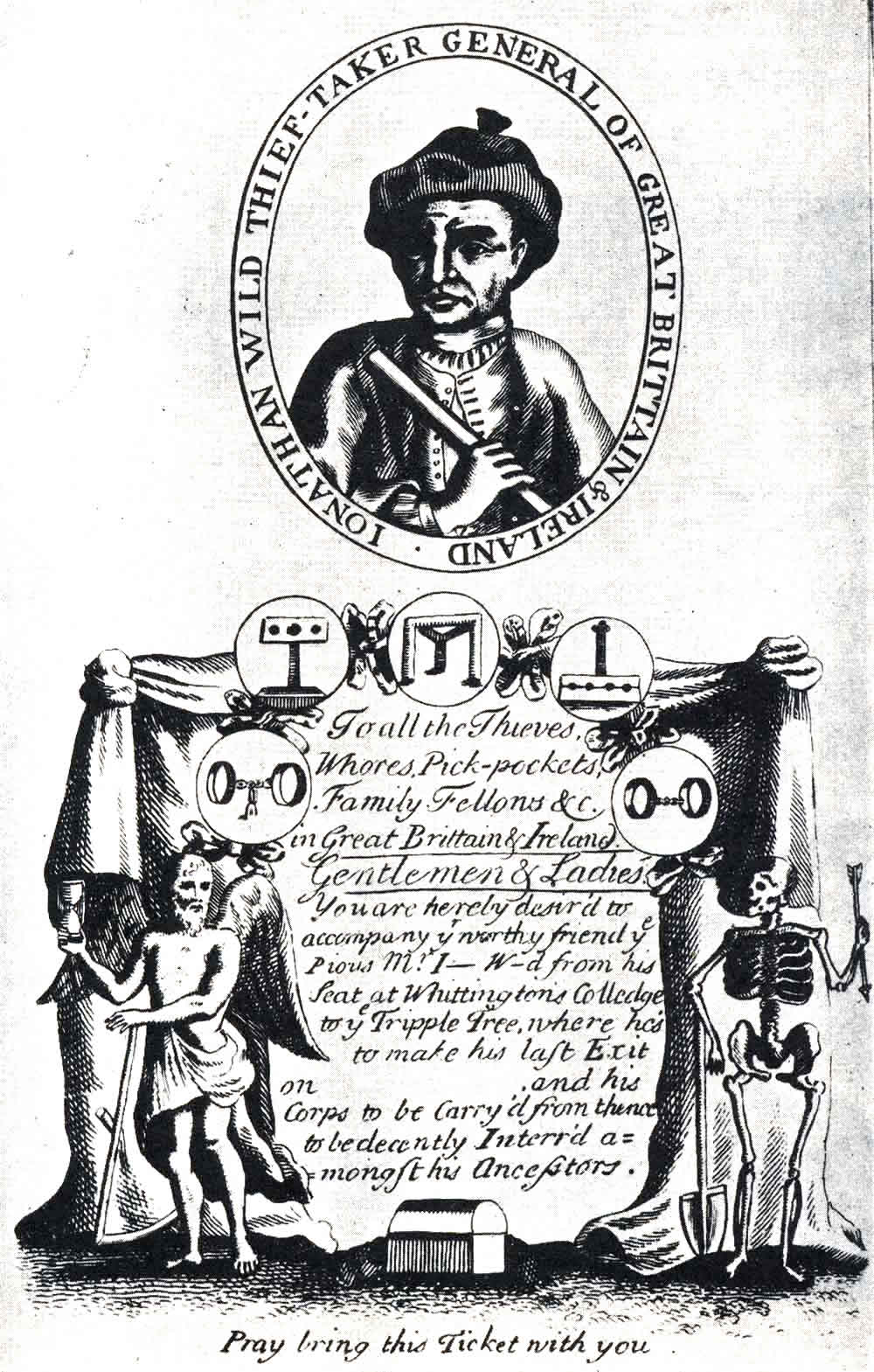
Una entrada para asistir a la ejecución de Jonathan Wild.

El 15 de febrero, Wild y Quilt Arnold fueron detenidos por colaborar en la fuga de uno de sus socios. Wild fue encerrado en Newgate, desde donde intentó seguir dirigiendo su negocio. En una ilustración del "Tue Effigy", Wild aparece en la cárcel de Newgate revisando sus libros de contabilidad y su inventario de mercancía robada. Se presentaron pruebas del uso de violencia cometido en el intento de fuga, así como de un robo de joyas realizado durante el pasado mes de agosto en los edificios de los Caballeros de Garter.
La opinión pública estaba soliviantada; habían apoyado al hombre de origen humilde y ahora denostaban al personaje poderoso. El juicio de Wild se desarrolló paralelamente al del Lord Canciller, Lord Thomas Parker, 1.er Earl de Macclesfield, quien había recibido 100.000 libras en sobornos. El cambio de signo hizo pensar que por fin Wild no escaparía, y sus antiguos colaboradores empezaron la ofensiva. Poco a poco, los miembros de su antigua banda empezaron a declarar contra él, hasta que todas sus actividades, incluyendo su plan maestro de asociación y chantaje a delincuentes fue públicamente conocido. Del mismo modo se probó su historial de sobornos para lograr cargos públicos.
El último juicio de Wild fue en Old Bailey, el 15 de mayo. Fue acusado de dos cargos de robo, de 50 yardas (45,7 m) de encaje de Catherine Steatham -quien anteriormente le había visitado en prisión-. Fue eximido del primer cargo, pero el testimonio de Steatham le valió la pena de muerte. Aterrorizado, Wild pidió un indulto que le fue denegado. No podía comer ni acudir a la iglesia, y sufría delirios y gota.  La mañana de su ejecución, presa del pánico, intentó suicidarse mediante una dosis de láudano, pero en su estado de agotamiento fue incapaz de tragarlo, vomitó una parte y entró en un estado de coma del que ya no despertaría.
Cuando Wild era conducido a la horca en Tyburn, el 24 de mayo de 1725, Daniel Defoe observó que la multitud reunida era mucho mayor que cualquiera que se hubiese visto antes, y que en lugar de celebrar o compadecerse del condenado,

"donde quiera que viniese, sólo había vacío 

como el que habría ante un triunfo".

La ejecución de Wild fue un acto público notable, y se vendieron entradas con anticipación para los mejores puntos de observación. Incluso en un año con un gran número de acontecimientos macabros, el público reunido en aquella ocasión era una multitud particularmente numerosa e histérica. El joven de 18 años Henry Fielding estaba presente. Wild iba acompañado de William Sperry, Robert Sandford y Robert Harpham, tres de los cuatro prisioneros que habían sido condenados a morir con Wild unos días antes.
Debido a que estaba fuertemente drogado, fue el último en morir después de los demás. A diferencia de la ejecución de Sheppard, no hubo ningún incidente entre la multitud.
A mitad de la noche, el cuerpo de Wild fue enterrado en secreto en el patio de la iglesia St. Pancras Old, al lado de Elizabeth Mann, su tercera mujer y una de sus muchas amantes. Ella había muerto en 1718, y él había expresado su deseo de ser enterrado allí. Su enterramiento fue solo temporal. Durante el siglo XIX la investigación sobre cadáveres estaba en pleno florecimiento, y las disecciones y autopsias de criminales célebres revestían un valor científico especial. El cuerpo de Wild fue exhumado y vendido al Real Colegio de Cirugía, y su esqueleto aún se exhibe en el Museo Hunterian de Lincoln's Inn Fields.

## Proyección literaria
Jonathan Wild es famoso hoy en día no tanto por ser el ejemplo de crimen organizado como por el tratamiento que los escritores satíricos hicieron de su historia. Se convirtió en un símbolo de corrupción e hipocresía. 
Cuando Wild fue colgado, los periódicos se llenaron de relatos de su vida, recopilación de sus dichos y discursos de despedida. Daniel Defoe escribió un relato para el Applebee's Journal en mayo y luego publicó True and Genuine Account of the Life and Actions of the Late Jonathan Wild en junio de 1725. Su trabajo compitió con otro que alegaba ofrecer extractos de los diarios de Wild. 
La biografía de un criminal era un género que ya existía por entonces y estaba emparentado con el de la novela picaresca española y europea. Estas obras eran populares entonces, como lo son ahora, porque ofrecían un relato de necesidad, pérdida de la inocencia, sexo, violencia y luego arrepentimiento o un lacrimoso final. La fascinación pública con el lado oscuro de la naturaleza humana, y con las causas del mal, nunca se ha desvanecido.
Lo que era diferente en el caso de Jonathan Wild es que no es simplemente una historia de crimen. Los paralelismos entre Wild y Robert Walpole fueron trazados inmediatamente, especialmente por los autores tory de la época. Mist's Weekly Journal (uno de los periódicos más tory) los comparó en mayo de 1725, cuando el ahorcamiento aún era noticia. 
En 1742, Robert Walpole perdió su posición de poder en la Cámara de los Comunes. Fue hecho par y trasladado a la Cámara de los Lores, desde donde aún dirigió durante años la mayoría whig en los Comunes.
En 1743 La Historia de la Vida del difunto señor Jonathan Wild el Grande (The History of the Life of the Late Mr Jonathan Wild the Great) apareció en el tercer volumen de Miscellanies de Henry Fielding.
Fielding es despiadado en su ataque contra Walpole. En su trabajo, Wild sustituye directamente a Walpole, y, en particular, invoca el lenguaje de Walpole del "Gran Hombre". Así se referían a Walpole los escritores whig y, satíricamente, los escritores tory, y Fielding tiene a su Wild constantemente esforzándose, con estúpida violencia, por ser "Grande". "La grandeza", según Fielding, "solo se logra alcanzando lo alto de una escalera" (la de la horca). La sátira de Fielding también consistentemente ataca al partido whig haciendo que Wild escoja, entre todos los términos propios de ladrones (léxicos de este tipo aparecieron con las Lives of Wild en 1725), "prig" (mojigato) para referirse a la profesión de los que se dedican a robar en las casas. Fielding sugiere que para Wild, convertirse en un "Gran Prig" es lo mismo que para Walpole convertirse en un "Gran Whig": el robo y el partido whig nunca fueron relacionados tan directamente.
Arthur Conan Doyle, en la cuarta novela de Sherlock Holmes, El valle del terror, hace alusión a Wild cuando describe ante el oficial MacDonald de Scotland Yard las técnicas de su némesis, el Dr. Moriarty.
Más recientemente, Jonathan Wild aparece como personaje en la novela de David Liss Una conspiración de papel (Suma De Letras, S.L., 2002; Alfaguara, S.A., 2001).

## Tratamiento musical
El paralelismo es más importante en la ópera de John Gay The Beggar's Opera (La ópera del mendigo) (1728). La historia principal de la Beggar's Opera se centra en los episodios entre Wild y Sheppard. En la ópera, el personaje de Peachum representa a Wild (quien a su vez representa a Walpole), mientras que la figura de Macheath representa a Sheppard (que a su vez pretende ser Wild o alguno de los oficiales de la Compañía de los Mares del Sur). El propio Walpole vio y disfrutó la Beggar's Opera sin darse cuenta de que se dirigía contra él; cuando se dio cuenta, prohibió la secuela de la ópera, Polly, aún no puesta en escena. Esto hizo que Gay escribiera a un amigo: "Por escribir en defensa de la virtud y contra los vicios de moda, casi me he convertido en el hombre más odiado de Inglaterra". 
Doscientos años después de la Beggar’s Opera, las figuras de Peachum y Macheath fueron revividas por Bertolt Brecht para su actualización de la ópera de Gay: La ópera de tres peniques (1928) de Kurt Weill. El personaje de Sheppard, Macheath, es el "héroe" de la canción Mack the Knife ("Maquinavaja").